# Загадка о дерьме в писсуаре
«Загадка о дерьме в писсуаре» (англ. Mystery of the Urinal Deuce) — 9 эпизод 10 сезона (№ 148) сериала «Южный парк», премьера которого состоялась 11 октября 2006 года.

## Сюжет
Мистер Мэки взбешён тем, что кто-то из мальчиков сходил по-большому в писсуар в мужском туалете, и собирается расследовать это происшествие; Картман предполагает, что это событие является частью заговора, так же, как и события 11 сентября. Кайл недовольно возражает ему, что только отсталые верят, что 11 сентября — заговор. Картман обещает докопаться до истины, после чего начинает изучать все факты, связанные с трагедией, и приходит к неожиданным выводам.
Вскоре Картман делает для класса доклад в виде презентации; он умело преподносит одноклассникам все неясности, связанные с трагедией, и в конце концов объявляет, что главный виновник 11 сентября — Кайл. В качестве доказательства он преподносит запутанные нумерологические доводы и фото падающих башен, к которым пририсовано изображение Кайла с ножом в руке. Доклад Эрика производит огромное впечатление на детей, и они начинают сторониться Кайла. Тем временем мистер Мэки для расследования проблемы обгаженного писсуара приглашает двух братьев по прозвищу Hardly Boys, однако их расследование сводится к неоднозначным репликам между братьями, вроде «у меня встал большой вопрос» и т. п.
Кайл говорит матери о конфликте, и та собирает городское собрание. Выясняется, что многие жители города также считают 11 сентября частью заговора. Для расследования 11 сентября пытаются снова привлечь Hardly Boys, однако опять безуспешно. Кайл призывает на помощь Стэна, и они отправляются найти тех, кто докажет невиновность Кайла в теракте. Они приходят к владельцу крупного сайта о теории заговора вокруг 11 сентября, и тот уверенно сообщает им, что в теракте виновато американское правительство. Кайл не может в это поверить; в этот момент их всех хватает SWAT и приводит в Белый дом. Там Джордж Буш, Дик Чейни и другие члены правительства полностью подтверждают свою ответственность за 11 сентября. Затем они убивают владельца сайта, но, стреляя по детям, Дик Чейни промахивается, и те убегают.
Мистер Мэки продолжает упорно расследовать инцидент в мужском туалете. Он решает, что это сделал Клайд, однако его родители сообщают мистеру Мэки, что у него с пяти лет колостома.
Даже после всего произошедшего Кайл не может поверить, что теория, которую он считал «отсталой», абсолютно правильна. Стэн пытается убедить его, что всё стало ясно. Неожиданно они встречаются с «убитым» в Белом доме владельцем сайта и пускаются за ним в погоню; в конце погони его убивает отец Hardly boys, который приглашает мальчиков к себе домой. Там находится и президент Буш с администрацией. Он неубедительно пытается убедить Кайла и Стэна в своей виновности в 11 сентября, однако в конце концов признаётся, что американская власть не виновата в теракте. Однако именно она и поддерживает существование теорий заговора о теракте, поскольку в этом случае «отсталая» часть населения страны верит во всесильность и беспощадность правительства, тогда как остальная по-прежнему осознаёт вину в теракте кучки фанатиков-мусульман.
Неожиданно у виска Кайла оказывается пистолет. Камера поворачивается вбок и показывает, что пистолет держит в руке Стэн. Тот объясняет, что именно он нагадил в писсуар, и ради этого связался с правительством и сторонниками теории заговора, чтобы те развили идею о вине правительства как за 11 сентября, так и за обгаженный писсуар (оба эти события стараниями Картмана оказались связаны в умах людей). Таким образом, все подытоживают, что правда оказалась раскрыта стараниями Hardly Boys, и должно последовать наказание; в конце эпизода видно, как Стэн под надзором мистера Мэки оттирает писсуар.

## Персонажи
В этом эпизоде впервые появляется Лерой.

## Реакция
Эпизод вызвал отрицательный отклик на сайте 911truth.org, где было сказано, что Паркер и Стоун изобразили сторонников теории заговора «теряющими всякий разумный ход мысли». Кроме того, эпизод вызвал отрицательную реакцию некоторых семей погибших в терактах 11 сентября. Посвящённый телевидению сайт IGN дал серии оценку 7,7 из 10, написав, что она «злободневная и остроумная», однако отметив, что дополнительные сюжетные линии слишком запутали исходную задумку с обгаженным писсуаром, а также отметив, что Hardy Boys вышли «неприятными и действительно не смешными». По результатам голосования посетителей сайта TV.com серия получила рейтинг 8,7 (отлично).

## Пародии
- Hardly Boys — пародия на известную детскую детективную серию книг «The Hardy Boys»[5]. В русском варианте серия книг называется «Братья Харди».
- Эпизод с Диком Чейни, стреляющим в детей, пародирует реальный случай, имевший место 11 февраля 2006 года, когда на охоте Чейни нечаянно выстрелил в 78-летнего адвоката Гарри Уиттингтона.

## Факты
- После первого показа серии голос Джорджа Буша был немного изменён[6]; при перепоказах у него появился техасский акцент, и в целом голос и интонации стали более похожи на голос реального Буша.
- Когда Стэн и Кайл встречают своего ранее «убитого» знакомого около фастфуд-ресторана, виден его логотип — буква «W»; он нарисован в таком же стиле, как «M» McDonald's, только перевёрнутая.
- Ранее в сериале, в эпизоде «Кошмарный Марвин в космосе», когда агенты ЦРУ входят в класс и уводят четвёрку главных героев, происходит следующий диалог:

Гаррисон: — Господи, уроды, что вы опять натворили?!
Картман: — Это Кайл, он сходил по-большому в писсуар.
Кайл: — Это был ты, жиртрест, я сам видел!